# Read All About It
Read All About It é o primeiro álbum de estúdio da banda Newsboys, lançado em 1988.
| Críticas profissionais                                                      | Críticas profissionais |
| Avaliações da crítica                                                       | Avaliações da crítica  |
| Fonte                                                                       | Avaliação              |
| --------------------------------------------------------------------------- | ---------------------- |
| Jesus Freak Hideout                                                         | [ 3 ]                  |
| Esta tabela precisa de ser acompanhada por texto em prosa. Consulte o guia. |                        |

## Faixas
1. "I Got Your Number" - 4:44
2. "Listen for the Shout" - 3:20
3. "Lighthouse" - 3:15
4. "It's Joy" - 3:48
5. "You're Still There" - 3:06
6. "Read All About It" - 4:46
7. "Hold on Tight" - 3:56
8. "Never Surrender" - 4:09
9. "The Big Time" - 3:56
10. "He's Coming Back" - 3:47

## Créditos
- John James - Vocal
- Sean Taylor - Baixo
- Peter Furler - Bateria
- Phil Yates - Guitarra